# Secretaria Extraordinária da Presidência da República para a COP30
| Secretaria Extraordinária da Presidência da República para a COP30                                   |                                |
| Palácio do Planalto, Praça dos Três Poderes, 4.º andar, CEP 70.150-900, Brasília-DF https://cop30.br |                                |
| Criação                                                                                              | 19 de março de 2024 (1 ano)    |
| Extinção                                                                                             | 30 de junho de 2026 (previsão) |
| Logomarca oficial do Governo do Brasil para a 30.ª edição da Cúpula do Clima das Nações Unidas.      |                                |
| Logomarca oficial do Governo do Brasil para a 30.ª edição da Cúpula do Clima das Nações Unidas.      |                                |
| Atual secretário                                                                                     | Valter Correia da Silva        |

A Secretaria Extraordinária para a COP30 é um órgão da presidência da república subordinado a Casa Civil do Brasil responsável por coordenar, articular, orientar e monitorar as atividades da União, do Estado do Pará e de Belém, cidade sede escolhida para a realização da 30.ª Conferência das Nações Unidas sobre as Mudanças Climáticas de 2025.

## Competências

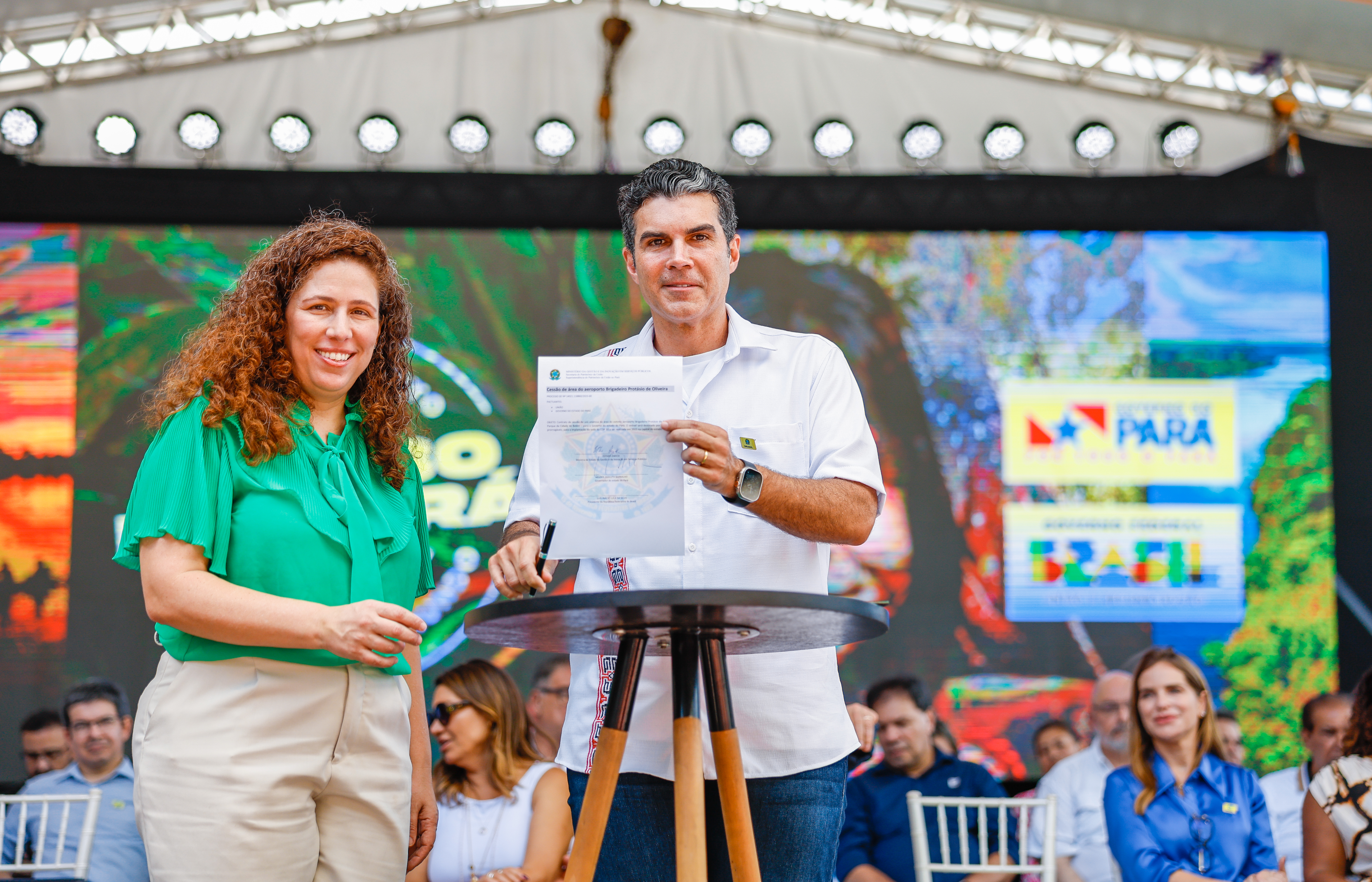
Ministra Esther Dweck ao lado do governador Helder Barbalho (MDB) na cerimônia de anúncio da realização da COP 30 no município de Belém, em 17 de julho de 2023.

1. Promover a interlocução e a articulação com os órgãos e as entidades federais, estaduais, distritais e municipais necessárias à preparação para a realização da COP30 na cidade-sede, localizada em Belém, principalmente nas áreas de segurança pública, saúde, mobilidade urbana, acesso aéreo, acomodação, promoção do turismo e atividades culturais;
2. Coordenar e supervisionar as ações governamentais necessárias ao planejamento e à entrega das obras, à realização do evento e ao fornecimento dos serviços essenciais para a realização da COP30;
3. Prover o apoio administrativo e os meios necessários para a realização da COP30, no âmbito do Poder Executivo federal;
4. Firmar e gerir contratos, convênios, acordos de cooperação, ajustes ou outros instrumentos congêneres, nacionais ou internacionais, no âmbito de sua competência, em articulação com a Secretaria de Administração da Secretaria Executiva da Casa Civil da Presidência da República;
5. Planejar, coordenar e executar o plano de comunicação para a realização da COP30, em articulação com a Secretaria de Comunicação Social da Presidência da República, inclusive quanto às ações de comunicação social, mídia e comunicação institucional do Governo federal;
6. Articular as estratégias e reportar os avanços do processo de organização da COP30 junto ao Comitê Interministerial sobre Mudança do Clima.

## Estrutura
| Estrutura da Secretaria Extraordinária da Presidência da República para a COP30 | Estrutura da Secretaria Extraordinária da Presidência da República para a COP30 |
| Órgãos                                                                          | Titulares |
| ------------------------------------------------------------------------------- | --- |
| Diretoria de Projetos                                                           | - Flávia Regina Marques Castelhano - Olmo Borges Xavier - Raissa Gomes Mariano Muniz - Nilza Aparecida de Oliveira - Tiago Lucas de Oliveira Aguiar |
| Gerência de Projetos                                                            | - Christopher Bruno Costa Aviz - Edinardo Rodrigues Lucas - Priscila Ayres Feller - Daniel Josef Lerner - Rafael Tavares dos Santos Almeida - Gabriela Lima - Paulo Alberto Brombal - Flávia Cirqueira Rodrigues - Víctor Huerta Arroyo - Bernardo Macke - Paulo Guerra de Araújo - Valéria Grilanda Rodrigues Paiva |

## Secretario Extraordinário
Valter Correia da Silva é Bacharel em Comunicação Social pelo Instituto Metodista de São Bernardo do Campo (SP), foi Secretário nacional de Gestão e Chefe da Assessoria Especial para Modernização de Gestão, ambos no Ministério do Planejamento, Orçamento e Gestão, e Secretário Executivo Adjunto no Ministério do trabalho e Emprego. Também exerceu a função de Secretário Municipal de Gestão nas cidades de São Paulo, Guarulhos e São Bernardo do campo. Foi Diretor Presidente da Empresa Gestora de Ativos, vinculada ao Ministério da Fazenda e Diretor de Administração e Pessoas da Dataprev.
Valter foi preso na Operação Custo Brasil, uma das fases da Operação Lava Jato em 23 de junho de 2016, à época exercia o cargo de titular na Secretaria Municipal de Gestão da cidade São Paulo.A operação tinha como objetivo apurar o pagamento de propina, proveniente de contratos de prestação de serviços de informática com a empresa Consist, na ordem de R$ 100 milhões, entre os anos de 2010 e 2015, a pessoas ligadas a funcionários públicos e agentes públicos do Ministério do Planejamento, tendo sido solto em 29 de junho do mesmo ano, por determinação do ministro do STF Dias Toffoli, nomeado por Lula em 2009.